# Toxin (képregény)
Toxin egy kitalált szereplő, szuperhős a Marvel Comics képregényeiben. A karaktert Peter Milligan és Clayton Crain alkotta meg. Ő a harmadik szimbióta a Pókember sorozatban, a kilencedik ismert a képregények világából. Annak ellenére, hogy Pókember sokszor harcolt együtt Venommal Toxin ellen, úgy tűnik Toxin az egyetlen szimbióta, akiben Pókember igazi szövetségesre talált.

## Eredet

### Patrick Mulligan
Az ír szülőktől származó New York-i rendőr, Patrick Mulligan élete kezdetben maga volt az amerikai álom. Felesége Gina és kisfia szeretete folyamatosan körülvette, karrierje pedig ragyogóan alakult. Azonban Patrick élete azon a napon fenekestül felfordult, mikor a pszichopata tömeggyilkos, a Vérontó megtámadta őt, és egy kis szimbióta darabját Patrick testébe ültette, a férfi testét mintegy inkubátorként használva egy új szimbióta kifejlődéséhez. Venom már régóta Vérontó nyomában járt, mert megtudta, hogy ivadéka egy egész szimbióta vérvonal létrehozásán ügyködik. Mivel Patrick már az 1000. generáció a saját vérvonalában, fennállt a teljes mentális és biológiai összeomlás veszélye. Vérontó betört a Mulligan család otthonába, és túszul ejtette Gina-t, akit csak Pókember és a Fekete Macska gyors közbelépése mentett meg a haláltól. Patrick próbálta elfelejteni a történteket és élni tovább megszokott életet, de hamarosan azt vette észre, hogy napról napra erősebbé és gyorsabbá válik. Mivel tudta, hogy a Fekete Macska is jelen volt akkor, mikor Vérontó megtámadta a családját, Patrick a Fekete Macska keresésére indult, hogy válaszokat kapjon. A nyomozó meg is találta őt, de mielőtt érdemi információkat kaphatott volna tőle, Vérontó újból lesújtott és megtámadta őket. Azonban Vérontó megjelenésével, Patrick-ben megindult az átváltozás, és immár a szimbióta Toxin-ként, megmentette a Fekete Macskát. Mulligan ekkor határozta el, hogy új képességeit csakis jóra fogja felhasználni, és ebben a szimbióta sem látott kivetni valót. Toxin első nyilvános megjelenésekor összefogott Pókemberrel, és közös erővel fékeztek meg egy fegyveres rablást. Mulligan később segített a hálószövőnek és a Fekete Macskának megküzdeni Venommal és Vérontóval, és ekkor derült ki ,hogy mindkét szimbiótánál jóval erősebb. Patrick felismerte, hogy akaratán kívül is óriási veszélyt jelent családjára, és ezért úgy döntött, felesége beleegyezésével elhagyja őket, hogy legalább tőle biztonságban legyenek.

### Eddie Brock
A Pókszigeten történteket követően New York lakossága egy különös vírussal fertőződött meg, ami először pókképességekkel ruházott fel mindenkit, majd pókszörnyekké mutálta az áldozatokat. Anti-Venom az érintésével vissza tudta változtatni az embereket, de ahhoz, hogy mindenkit megmenthessenek, Eddie-nek le kellett mondania a szimbiótáról, amit végül meg is tett. Ezután egyszerű emberként Brock új küldetést talált magának, megölni az összes szimbiótát, hogy azok ne foglalhassák el a bolygót. Miután végzett Screammel és Hybriddel, Venom nyomába eredt, akinek akkor már a kormányügynök Flash Thompson volt az emberi fele. Mikor Eddie rátalált, épp végezni próbált a Crime-Master és a Lámpás Jack nevű szuperbűnözőkkel, de Brock megzavarta az akciót, és leleplezte Thompsont. Flash végül leütötte a férfit, akit ezután Crime-Master felkínált gazdatestnek egy újabb szimbióta, Toxin számára.
Eddie Toxinnal egyesülve többször összecsapott Venommal, de végül úgy döntött, hogy békén hagyja mindaddig, amíg Flash el nem veszíti a kontrollt a szimbióta felett. Brock ezután az FBI Anti-Vérontó alakulatának tagja lett, melynek feladata Vérontó kézre kerítése volt. A sztori végén megszabadult Toxintól, és átadta azt egy fiatal lánynak, Jubulile van Scotternek.

## Erő és képességek
Toxin képes megtapadni a falakon, és csápjaival közlekedni az épületek között. Anti-Venomhoz hasonlóan képes csápokká, fegyverekké és pajzzsá alakítani a karját, továbbá mérgező fogai is vannak. Bizonyos mértékű pszichikai erővel is bír, így az érintésével információkhoz férhet hozzá az áldozata elméjéből. ereje meghaladja Venomét és Vérontóét együttvéve. Toxin, mint minden szimbióta harcos, bármilyen hagyományos utcai ruházatot le tud másolni és azt szimulálni.
Emberfölötti erővel rendelkezik és sokkal erősebb, mint Venom és Vérontó együttvéve. Kettőjüknél sokkal jobban ellenáll a sérüléseknek de még mindig vannak szimbióta gyengéi. Legalább 24 órán keresztül képes energiakivetítésre, amíg le nem gyengül. Gyorsabban tud mozogni vagy futni, mint Pókember vagy Vérontó. A reflexei jobbak, mint Pókember-é vagy Vérontó-é.